# Жакарепагуа (писта)
„Жакарепагуа Аутодромо де Нелсон Пикет“ е писта за провеждане на автомобилни и мотоциклетни състезания, намираща се в Рио де Жанейро, Бразилия.

## Име
Името на пистата е дадено в чест на трикратния световен шампион от Формула 1 Нелсън Пикет.

## История
Корените на пистата датират от 1964 година, когато на някогашното блато е построена пистата Бара да Тихука. Реконструкции на трасето са правени съответно през 1971 и 1978 г. През 1978 има привилегията да домакинства Голямата награда на Бразилия от Формула 1. Първи победител е Рони Петерсон с Лотус.
След 2 години, в които Интерлагос край Сао Паоло домакинства надпреварата, трасето отново е част от календара през 1981 година. Трасето остава част от календара до сезон 1989. След това надпреварата за постоянно се мести на Интерлагос.
Въпреки че губи кръга от Формула 1, Жакарепагуа домакинства различни автомобилни и мотоциклетни надпревари, като за КАРТ сериите е построена овална писта, наименувана на името на Емерсон Фитипалди.
През 2008 е обявено, че пистата ще бъде разрушена, за да се построят евентуалното олимпийско село, като част от кандидатурата има за домакинство на летните олимпийски игри през 2016, които Рио печели. Като компенсация ново трасе ще бъде построено в квартала Деодоро.

## Рекорд във Формула 1
- 1:32.507 Рикардо Патрезе с Уилямс-Рено 1989 година.

## Победители във Формула 1
| Година | Пилот           | Конструктор        | писта       | Статистика |
| ------ | --------------- | ------------------ | ----------- | ---------- |
| 1989   | Найджъл Менсъл  | Ферари             | Жакарепагуа | Статистика |
| 1988   | Ален Прост      | Макларън-Хонда     | Жакарепагуа | Статистика |
| 1987   | Ален Прост      | Макларън-ТАГ-Порше | Жакарепагуа | Статистика |
| 1986   | Нелсон Пикет    | Уилямс-Хонда       | Жакарепагуа | Статистика |
| 1985   | Ален Прост      | Макларън-ТАГ-Порше | Жакарепагуа | Статистика |
| 1984   | Ален Прост      | Макларън-ТАГ-Порше | Жакарепагуа | Статистика |
| 1983   | Нелсон Пикет    | Брабам-БМВ         | Жакарепагуа | Статистика |
| 1982   | Ален Прост      | Рено               | Жакарепагуа | Статистика |
| 1981   | Карлос Ройтеман | Уилямс-Форд        | Жакарепагуа | Статистика |
| 1978   | Карлос Ройтеман | Ферари             | Жакарепагуа | Статистика |